# پسیج د گراسیا

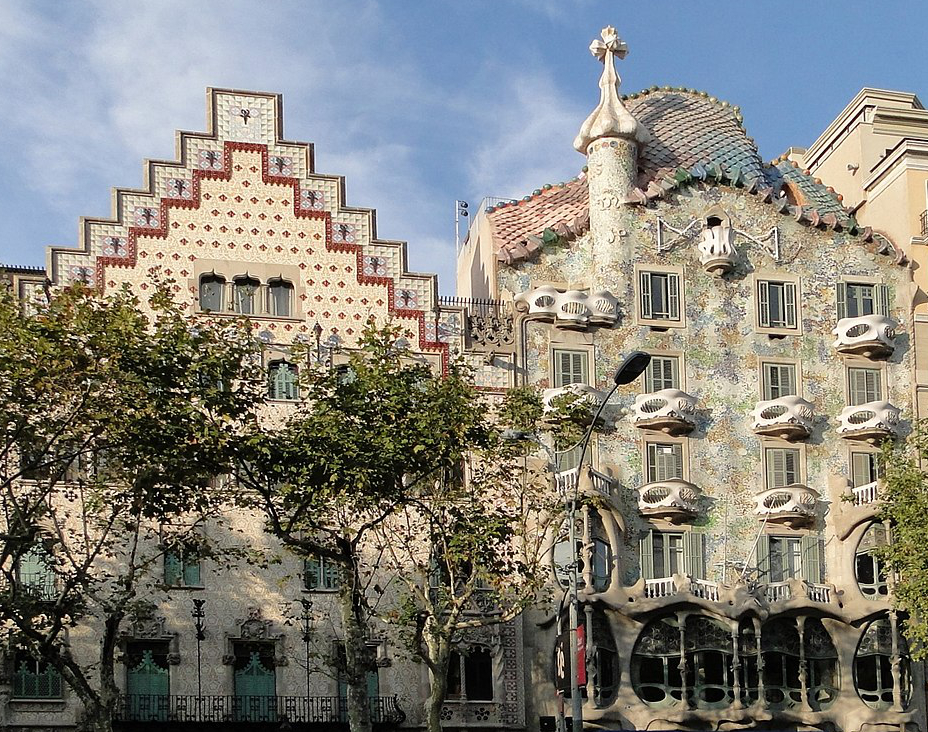
نمایی از دو ساختمان کازا آمایر و کازا بالیو در خیابان پسیچ د گراسیا

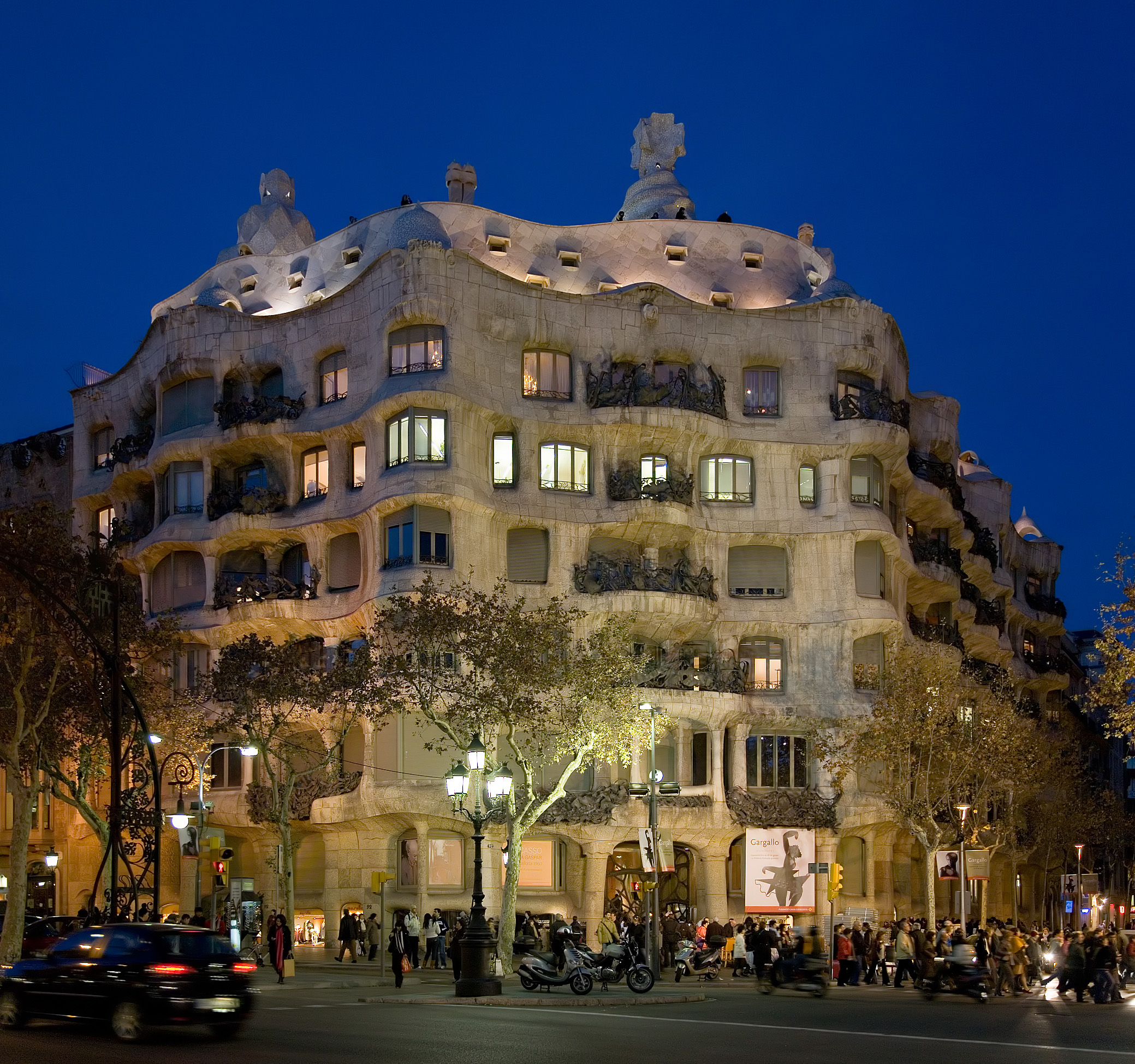
نمایی از کازا میلا در شب

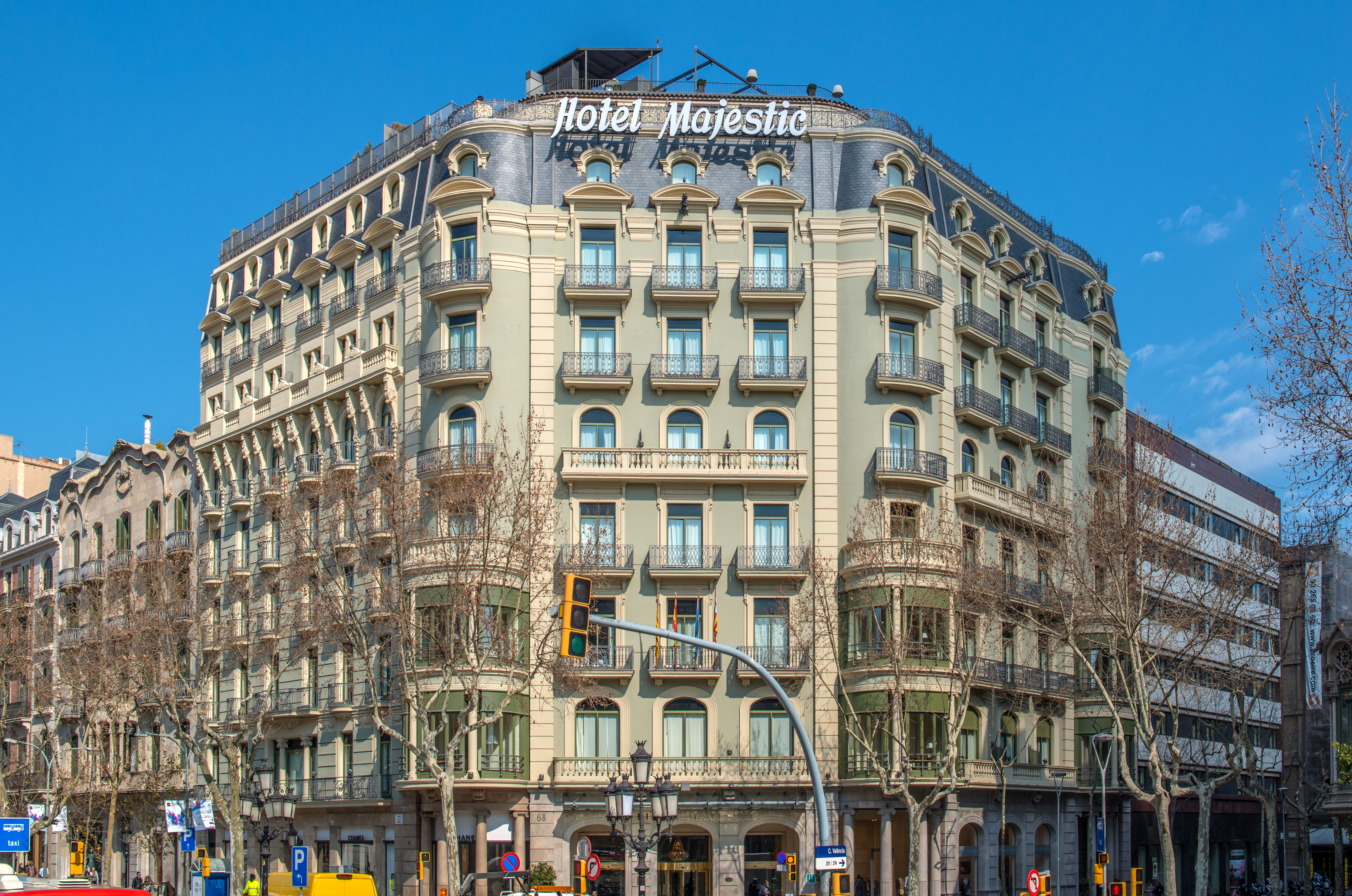
هتل مجستیک

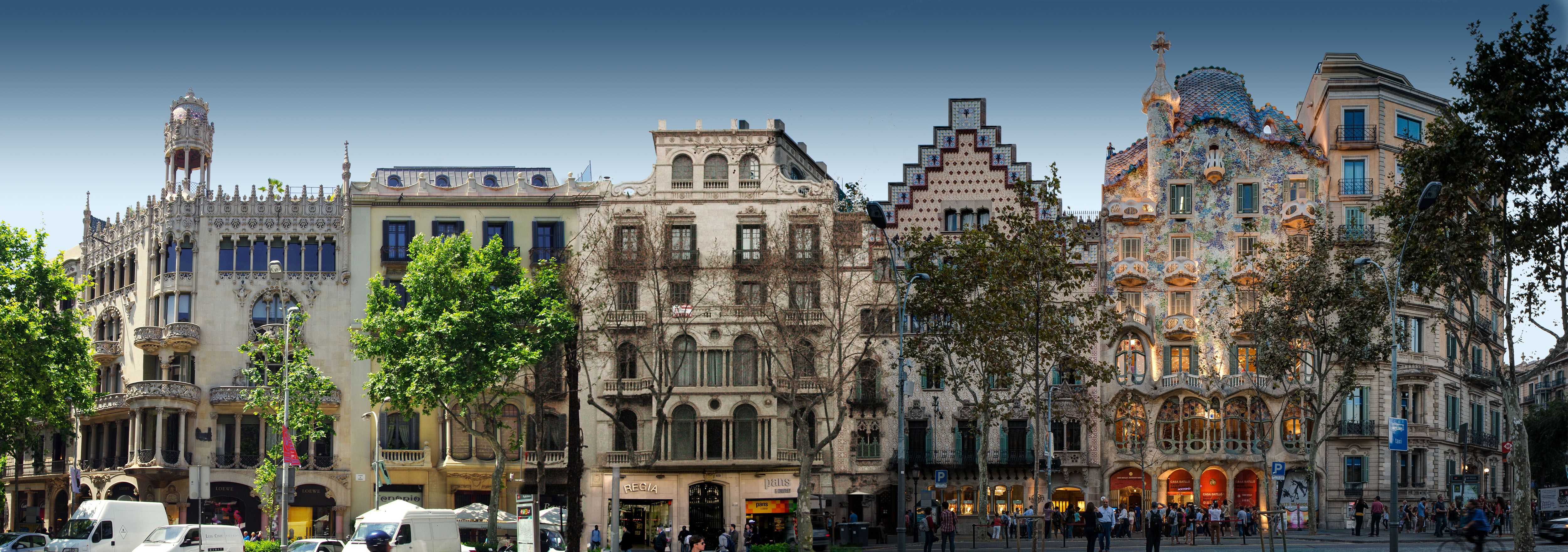
بلوک دیسکوردیا

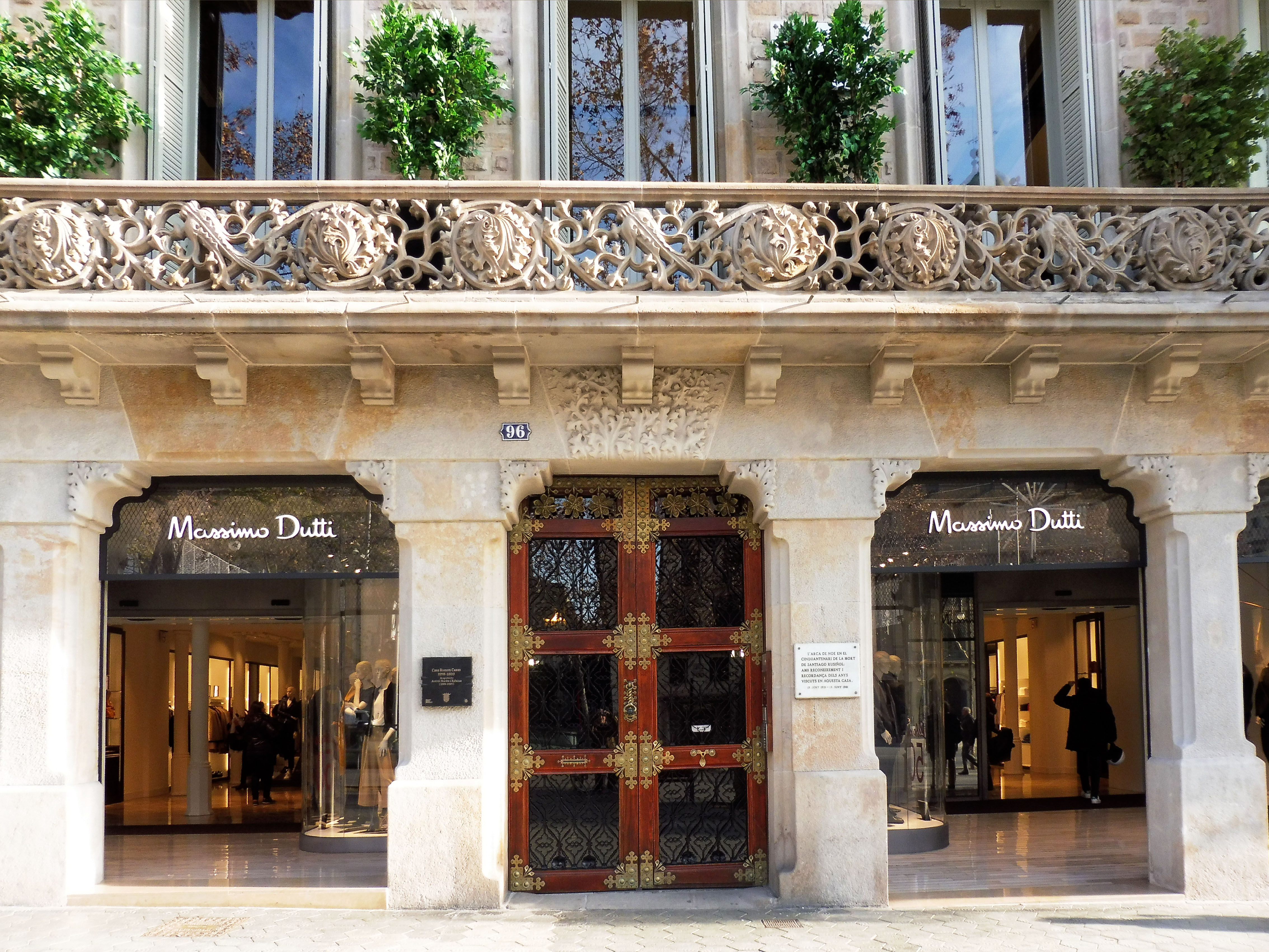
فروشگاه برند پوشاک اسپانیایی ماسیمو دوتی در خیابان پسیج د گراسیا

پَسیج دِ گراسیا (کاتالان: Passeig de Gràcia) (اسپانیایی: Paseo de Gracia) خیابانی اعیان‌نشین در مرکز شهر بارسلون، پایتخت بخش خودگران کاتالونیا در پادشاهی اسپانیا است. این خیابان که از آن به‌عنوان «گران‌ترین خیابانِ اسپانیا» یاد می‌شود، در مرکز منطقه اشامپله قرار دارد. این خیابان با امتداد شمالی-جنوبی، از میدان کاتالونیا در جنوب آغاز شده و پس از قطع خیابان دیاگونال، به خیابان کَرِّر گرَن دِ گراسیا در شمال منتهی می‌شود. ده‌ها بنای تاریخی همچون کازا بالیو، کازا آمایر و کازا میلا که از شاهکارهای معماری بارسلون و مدرنیسم کاتالان به‌شمار می‌روند، در این خیابان واقع شده‌اند. همچنین بسیاری از برندهای مشهور مد در پسیج د گراسیا شعبه دارند.
خیابان پسیج د گراسیا ۱٫۳ کیلومتر درازا دارد و تنها ۹ متر از همتای خود در پاریس، خیابان شانزلیزه کوتاه‌تر است. این خیابان همچنین ۴۲ متر پهنا دارد و عریض‌ترین خیابان شهر بارسلون به‌شمار می‌آید.

## تاریخچه
خیابان پسیج د گراسیا که در گذشته با نام کامی د ژسوس (Camí de Jesús) به‌معنای جاده عیسی شناخته می‌شد، گذرگاهی شبه‌روستایی بود که از میان باغات عبور می‌کرد و بارسلون را به منطقه گراسیا که در آن روزگار آبادی مستقلی بود، متصل می‌کرد. در سال ۱۸۲۷ میلادی بر روی این جاده، خیابانی با پهنای ۴۲ متر احداث شد و به مکان موردعلاقه اشراف برای نمایش مهارت‌های سوارکاری و کالسکه‌های گران‌قیمت بدل گردید.
در سال ۱۹۰۶ میلادی معماری به‌نام پِرِه فالکِس ای اورپی (Pere Falqués i Urpí)، نیمکت‌های پرآذین و چراغ‌های این خیابان را طراحی نمود. در آن زمان، پسیج د گراسیا به شیک‌ترین خیابان بارسلون تبدیل شده بود؛ با ساختمان‌هایی که توسط معماران مشهوری از جنبش مدرنیسم کاتالان و هنر نو از قبیل آنتونی گائودی، ژوزپ پوچ ای کادافالچ، لوییز دومانچه‌ای مونتانر، پره فالکس، انریک ساگنی‌یر و ژوزپ ویلاسکا طراحی شده بودند.